# ريد غرين
ريد غرين هو لاعب هوكي الجليد كندي، ولد في 12 ديسمبر 1899 في غريتر سودبوري في كندا، وتوفي في 25 يوليو 1966.

## وصلات خارجية
- ريد غرين على موقع دوري الهوكي الوطني (الإنجليزية)
- ريد غرين على موقع EliteProspects.com (الإنجليزية)
- ريد غرين على موقع HockeyDB.com (الإنجليزية)
- ريد غرين على موقع Hockey-Reference.com (الإنجليزية)